# Alphonsus Ciacconius
Don Alphonsus [Francisco] Ciacconius (Baeza, 1530. december 15. – Róma, 1599. február 14.) spanyol domonkos szerzetes volt Rómában. A neve előfordul Alfonso Chacón, Ciacono alakban is.

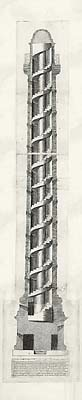
Traianus császár oszlopa

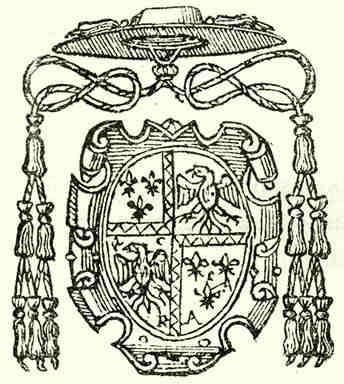
Estei Hippolit (Ippolito d'Este) (1479–1520) bíboros (1493), címere Alphonsus Ciacconius Historia Rom. Pontificum című művéből

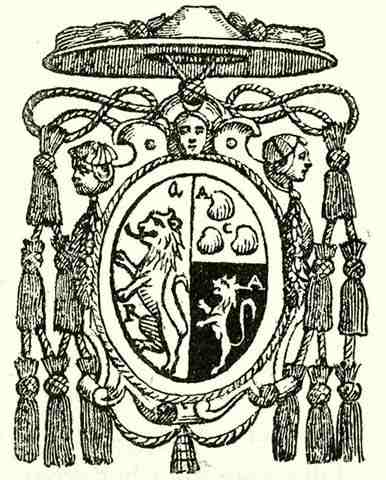
Aragóniai János bíboros, esztergomi érseki kormányzó (1480-1485), Beatrix királyné bátyjának címere Alphonsus Ciacconius Historia Rom. Pontificum című művéből. A heraldikai színeket betűkkel jelöli.

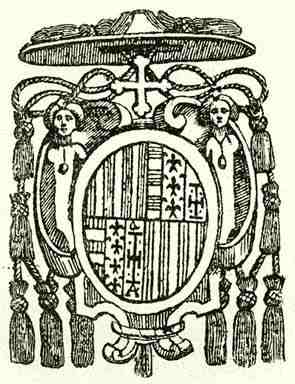
Veronai (Rangoni) Gábor (1420–1486) bíboros (1477-től), erdélyi püspök (1472-1486) címere Alphonsus Ciacconius Historia Rom. Pontificum című művéből.

A görög-római és ókeresztény, valamint a középkori paleográfia és kéziratok, valamint a pápaság történetének szakértője volt. Arnold de Wion (sz. 1554), bencés szerzetes és történész számára ő hitelesítette Szent Malachiás (1094–1148) próféciájának vatikáni kéziratát, melyet elsőként Wion adott ki 1595-ben (Lignum Vitæ'). A prófécia 112 rövid latin kifejezést tartalmaz a római katolikus pápák jellemzésével és azzal a jóslattal, hogy a "római Péter" pontifikátusa Róma pusztulásával és az utolsó ítélettel fog véget érni.
Chacón a címereken a színek jelölésére azok latin kezdőbetűit használta.
A neve főleg két műve folytán ismert: Historia utriusque belli dacici a Traiano Caesaregesti (Róma, 1576) -- a dáciai háborúról és a Vitae, et res gestae pontificum romanorum et S.R.E. Cardinalium ab initio nascentis ecclesiae usque ad Clementem IX. P.O.M. Alphonsi Ciaconii Ordinis Fraedicatorum & aliorum opera descriptae (Róma, 1601) -- a pápák és bíborosok élete.

## Művei
CHACON (Alfonso), CABRERA (Francisco) & VICTORELLO (A.): Vitae et res gestae pontificum romanorum et S.R.E. Cardinalium ab initio nascentis Ecclesiae, usque ad Urbanum VIII. Rome, Imprimerie Vaticane, 1630